# Mahmudli
Mahmudli (tiếng Ả Rập: المحمودلي, Kurdish: Çar aqil, Mahmudlî ) là một thị trấn của Syria nằm ở Raqqa Thống đốc khoảng 20   km về phía bắc Al-Thawrah trên đường từ Tishrin đến Raqqa. Nó được cư trú bởi một bộ lạc người Kurd, Mahmudi.
Trong cuộc Nội chiến Syria, thị trấn đã bị Nhà nước Hồi giáo tự xưng chiếm đóng từ tháng 5 năm 2014 trở đi trong gần ba năm. Vào ngày 1 tháng 1 năm 2017, Lực lượng Dân chủ Syria đã giải phóng Mahmudli sau hai ngày đụng độ dữ dội.